# Діс Янсе
Діс Я́нсе (нід. Dies Janse; нар. 17 січня 2006, Гус) — нідерландський футболіст, захисник клубу «Аякс».

## Клубна кар'єра
Займався футболм в академії клубу «Спарта» (Роттердам), а влітку 2020 року перейшов до системи «Аякса». 2022 року почав виступати за фарм-клуб «Йонг Аякс», за який дебютував 25 серпня 2023 року в матчі Еерстедивізі проти «Камбюра». 15 грудня в поєдинку проти «Йонг ПСВ» забив свій перший гол в професіональній кар'єрі.
11 серпня 2024 року дебютував в основній команді «Аякса» в матчі Ередивізі проти «Геренвена», вийшовши в стартовому складі. 13 березня 2025 року в поєдинку Ліги Європи УЄФА проти німецького «Айнтрахта» дебютував у єврокубках.
5 червня 2025 року продовжив контракт з клубом до літа 2029 року.

## Кар'єра в збірній
Виступав за збірні Нідерландів до 16, до 17, до 18 і  до 19 років. У травні 2023 року потрапив у заявку збірної до 17 років на юнацький чемпіонат Європи в Угорщині. На турнірі зіграв 3 матчі, а нідерландці не вийшли з групи, посівши останнє місце.
В травні 2025 року потрапив в заявку збірної до 19 років на юнацький чемпіонат Європи в Румунії. На турнірі провів п'ять матчів, а його команда вперше в історії стала переможцем чемпіонату Європи в цій віковій категорії.

## Статистика виступів
Станом на 18 травня 2025
| Клуб              | Сезон             | Чемпіонат         | Чемпіонат | Чемпіонат | Кубок | Кубок | Єврокубки | Єврокубки | Інші  | Інші | Всього | Всього |
| Клуб              | Сезон             | Дивізіон          | Матчі     | Голи      | Матчі | Голи  | Матчі     | Голи      | Матчі | Голи | Матчі  | Голи   |
| ----------------- | ----------------- | ----------------- | --------- | --------- | ----- | ----- | --------- | --------- | ----- | ---- | ------ | ------ |
| Йонг Аякс         | 2023–24           | Еерстедивізі      | 12        | 1         | —     | —     | —         | —         | —     | —    | 12     | 1      |
| Йонг Аякс         | 2024–25           | Еерстедивізі      | 20        | 1         | —     | —     | —         | —         | —     | —    | 20     | 1      |
| Йонг Аякс         | Всього за кар'єру | Всього за кар'єру | 32        | 2         | 0     | 0     | 0         | 0         | 0     | 0    | 32     | 2      |
| Аякс              | 2024–25           | Ередивізі         | 5         | 0         | 0     | 0     | 1         | 0         | —     | —    | 6      | 0      |
| Всього за кар'єру | Всього за кар'єру | Всього за кар'єру | 37        | 2         | 0     | 0     | 1         | 0         | 0     | 0    | 38     | 2      |

1. ↑  Матчі в Лізі Європи УЄФА

## Досягнення
Збірна Нідерландів (до 19)
- Переможець юнацького чемпіонату Європи (до 19 років): 2025[20]

Особисті
- Символічна збірна юнацького чемпіонату Європи (до 19 років): 2025[21]